# Marie-Madeleine Gauthier
Pour les articles homonymes, voir Gauthier.
Marie-Madeleine Gauthier, née Marie-Madeleine Coste le 25 avril 1920 à Langon (Gironde), ville où elle est morte le 20 mai 1998, est une historienne de l'art et autrice française, autorité mondiale dans le domaine des émaux médiévaux.

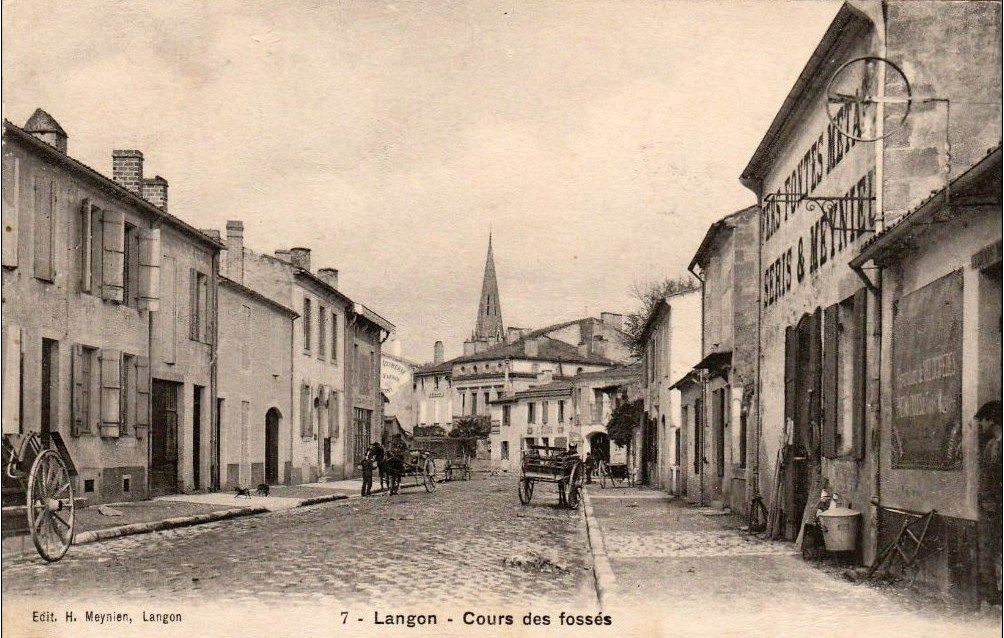
Cours des Fossés, à Langon. C'est la rue où elle est née

## Biographie
À sa naissance, son père, Auguste Coste, est négociant en vins dans la petite ville de Langon, située sur le territoire des Graves. Il était marié à Anne Capdeville et vivait au Cours des Fossés, à Langon.
Elle suit des études supérieures à l'université de Bordeaux où elle acquiert une formation de bibliothécaire, profession dans laquelle elle débute à la bibliothèque de Limoges au titre de conservatrice. C'est dans ce cadre que s'éveille son intérêt pour les émaux médiévaux, ce qui suscite sa première publication, le catalogue d'une exposition, co-organisée avec son époux, adjoint aux Beaux-arts, qui se tient en 1948 au musée municipal de cette ville,.
Cette publication sera suivie d'une deuxième en 1950.
Elle participe alors, à l'École pratique des hautes études (EPHE), à un séminaire dirigé par André Grabar, spécialiste d'origine ukrainienne de l'art médiéval et chrétien, en particulier byzantin, lequel a exercé une profonde influence intellectuelle sur elle au début de sa carrière. C'est dans ce contexte qu'elle réalise ses études novatrices sur la décoration en émail de Limoges du début du XIIIe siècle du pape Innocent III pour la façade de la confession de Saint-Pierre à Rome, qu'elle publiera en 1964 sous le titre modeste de Observations préliminaires sur les restes d'un revêtement d'émail champlevé fait pour la confession de Saint Pierre à Rome,,.
De 1948 à 1987, elle publie un grand nombre d'ouvrages et de textes,,.
De 1954 à 1963, elle préside la société archéologique et historique du Limousin.
Elle a contribué à l'enrichissement de  l'Encyclopædia Universalis.
Elle a été conservatrice à la Bibliothèque nationale de France (BnF), et a vécu aux Etats-Unis de 1964 à 1967,.

### Une importante entreprise

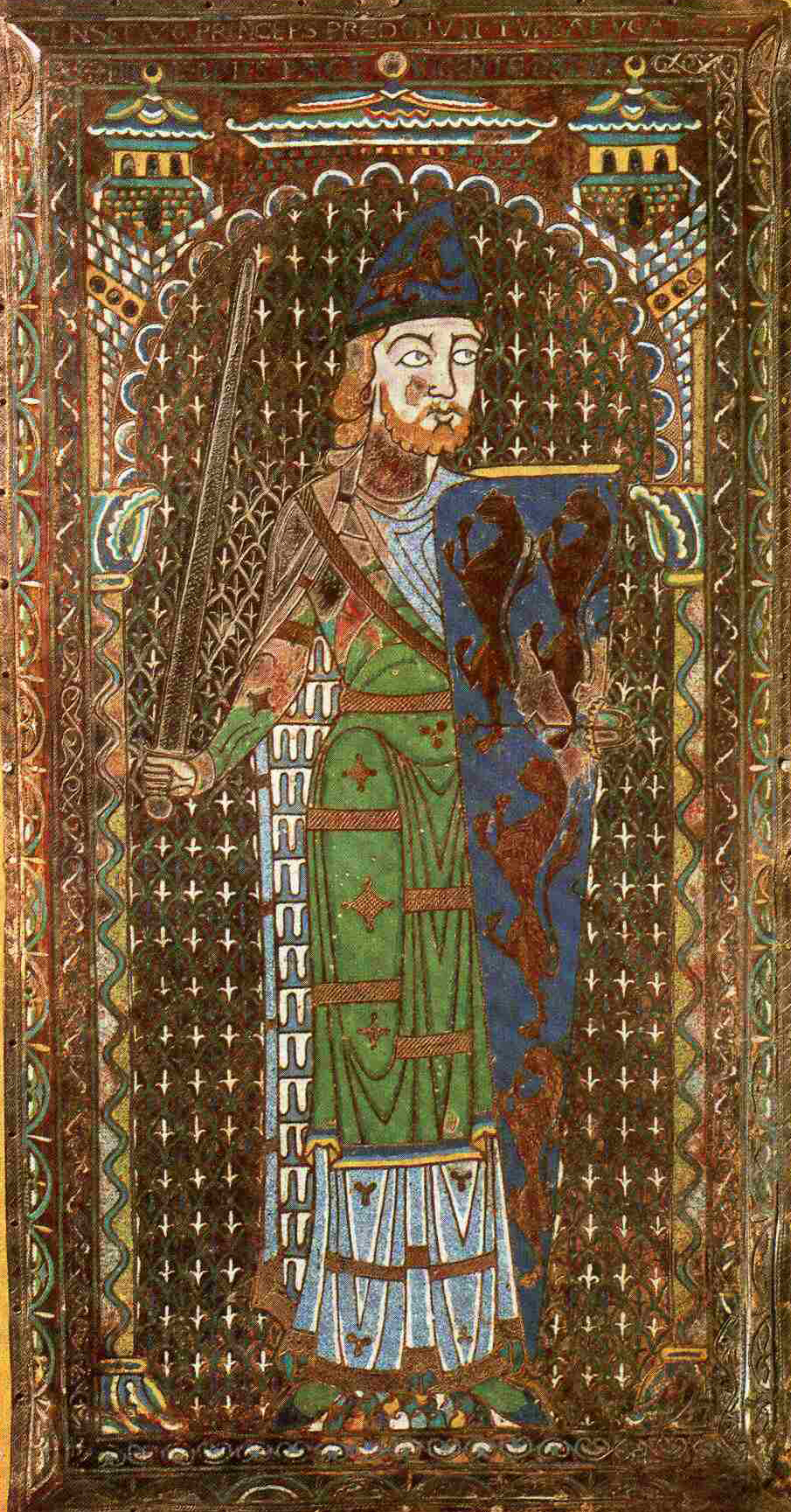
Émail Plantagenêt, analysé en détail et daté de vers 1160 par Marie-Madeleine Gauthier.

Tandis qu'elle est conservatrice à la bibliothèque de Limoges, elle entreprend un travail documentaire et photographique sur les émaux limousins du Moyen Âge, et y fonde à la fin des années 1940 un projet de recherche  qui, dès 1955, commence à être connu : le Corpus des émaux méridionaux acquiert le titre de laboratoire de recherche. Après son entrée comme chercheuse au CNRS en 1963, ce programme est repris par cet organisme, et reçoit l'appui du ministre de la culture André Malraux. Le Corpus des émaux méridionaux est un projet de recherche dont la principale mission est le recensement exhaustif et l'analyse scientifique des émaux champlevés limousins réalisés au Moyen Âge du XIe au XIVe siècle, ce qu'on appelle l’« Œuvre de Limoges », conservés dans le monde entier, dans des collections publiques et privées, ou localisés sur le marché de l’art. Dès le départ, plusieurs tomes sont prévus, répartis par tranches chronologiques,
,,.
Le premier volume (Émaux méridionaux. Catalogue international de l’Œuvre de Limoges, tome I, L’époque romane, est consacré aux émaux de la période romane (1150-1190) et paraît en 1987.
À la mort de Marie-Madeleine Gauthier, seul le tome I du  Corpus des émaux méridionaux a été publié, couvrant l'époque romane (1150-1190). Or elle avait rassemblé durant toute sa vie  un fonds documentaire immense, constitué de 11 000 dossiers de pièces émaillées, de 30 000 clichés photographiques, de manuscrits et d'une abondante correspondance. C'est pourquoi une équipe internationale de spécialistes est constituée afin d'établir le manuscrit du tome II, dont la coordination est assurée par Élisabeth Antoine-König et Danielle Gaborit-Chopin, conservatrices au Département des Objets d’art du musée du Louvre. Ce deuxième tome paraît en 2011, sous le titre Corpus des émaux méridionaux. Tome II. L’apogée, 1190-1215, Éditions du CTHS/Louvre, en parallèle avec la création d'une base de données, et un complément sous la forme d’un CD-ROM recensant 860 œuvres.
La publication du troisième tome du Corpus des émaux méridionaux est prévue à l’horizon 2026.

## Vie privée
En 1947, elle épouse Serge Gauthier, qui sera directeur de la manufacture de Sèvres et bibliothécaire du centre Pompidou. C'est sous son nom marital qu'elle est passée à la postérité,,.

## Publications (sélection)
La base de données de la BnF répertorie ses principales œuvres.
Parmi celles-ci, trois ouvrages majeurs se distinguent :
- Émaux du Moyen Âge occidental, Fribourg (Suisse), Office du Livre, 1972, 443 p. (OCLC 1276863327, BNF 35353211)[18],[19].
- Les Routes de la foi : reliques et reliquaires de Jérusalem à Compostelle, Fribourg (Suisse), Office du Livre, 1983, 219 p. (OCLC 715289865, BNF 34720146).
- Et surtout : Émaux méridionaux : catalogue international de l'œuvre de Limoges. T. 1, L'époque romane (1987), avec la collaboration scientifique de Geneviève François, comprenant 336 notices raisonnées, communément appelé Corpus des émaux méridionaux[16],[20] — Pour cet ouvrage, Marie-Madeleine Gauthier se voit attribuer en 1988 le prix Fould de l’Académie des inscriptions et belles-lettres[21].

## Décorations et distinctions
- Chevalière de l'ordre des Palmes académiques (1961)
- Chevalière de l'ordre national du Mérite (1965)[22]
- Membre de l'Institute for Advanced Study (IAS) de Princeton, School of historical studies (1964 et 1967)[22]
- Membre de la Commission supérieure des monuments historiques
- Correspondante de la British Academy (1983)
- Sociétaire de la Society of Antiquaries, branche Medieval Art basée à Princeton [7]
- Médaille d'argent du CNRS (1984)[23]
- Fellow (sociétaire) de la Medieval Academy of America (1996)[24]